# Litoria spartacus
Litoria spartacus – opisany w 2006 roku gatunek płaza bezogonowego z podrodziny Pelodryadinae w rodzinie rzekotkowatych (Hylidae). Endemit Nowej Gwinei.

## Rozmieszczenie geograficzne i siedlisko
Płaz jest endemitem części Nowej Gwinei należącej do Papui-Nowej Gwinei. Zamieszkuje tereny prowincji Southern Highlands. IUCN wymienia dwie lokalizacje, w których stwierdzono jego obecność: Moro Camp (800 m n.p.m.) i rzeka Benaria (1345 m n.p.m.), podejrzewa się jednak, że rzeczywisty zasięg występowania tego gatunku nie ogranicza się do dwóch wymienionych miejsc.
Siedlisko, w którym znaleziono okazy tych płazów, to las deszczowy w sąsiedztwie strumieni. Napotkane samce nawoływały z gałęzi zwisających nad strumieniami na wysokości od 3 do 10 metrów nad poziomem gruntu.

## Rozmnażanie
Rozwój larwalny tego gatunku ma miejsce w wartkich strumieniach.

## Status
Nieznane są trendy populacyjne w przypadku tego gatunku. W miejscach potwierdzonego występowania płaza słychać odgłosy licznych osobników.
Znany zasięg występowania płaza znajduje się w obrębie obszaru chronionego o nazwie Kikori Integrated Conservation and Development Project Area.